# Ghiacciaio Lammers
Il ghiacciaio Lammers (in inglese Lammers Glacier) è un ghiacciaio lungo circa 22 km situato sulla costa di Bowman, nella parte sud-orientale della Terra di Graham, in Antartide. Il ghiacciaio, il cui punto più alto si trova a circa 890 m s.l.m., fluisce verso est lungo il versante settentrionale dell'altura di Godfrey fino ad arrivare alla distesa chiamata La Rotatoria e al ghiaccio pedemontano Marcatore.

## Storia
Il ghiacciaio Lammers appare indistintamente già nelle fotografie aeree scattate da Sir Hubert Wilkins il 20 dicembre 1928 mentre appare più chiaramente in quelle scattate da Lincoln Ellsworth nel novembre del 1935 e dal Programma Antartico degli Stati Uniti d'America nel 1940. Il ghiacciaio fu nuovamente fotografato nel 1947 durante una ricognizione aerea effettuata nel corso della spedizione antartica condotta nel 1947-48 al comando di Finn Rønne, e fu da quest'ultimo battezzato in onore di Lester Lammers, che aveva contribuito alla spedizione donando nove cani di razza husky adulti e quattro cuccioli.